# Diecézní muzeum

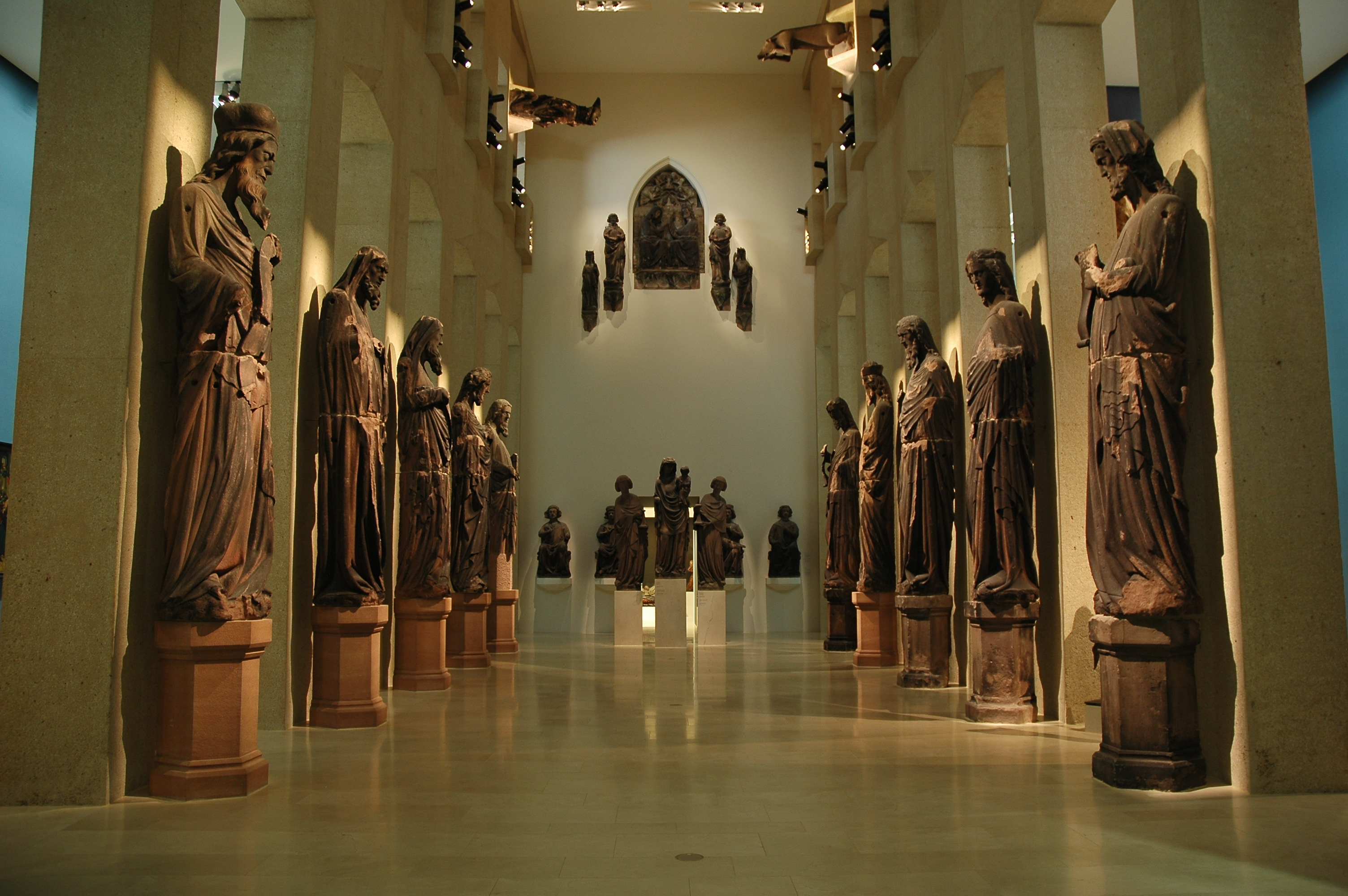
Glyptotéka Augustiniánského muzea ve Freiburgu

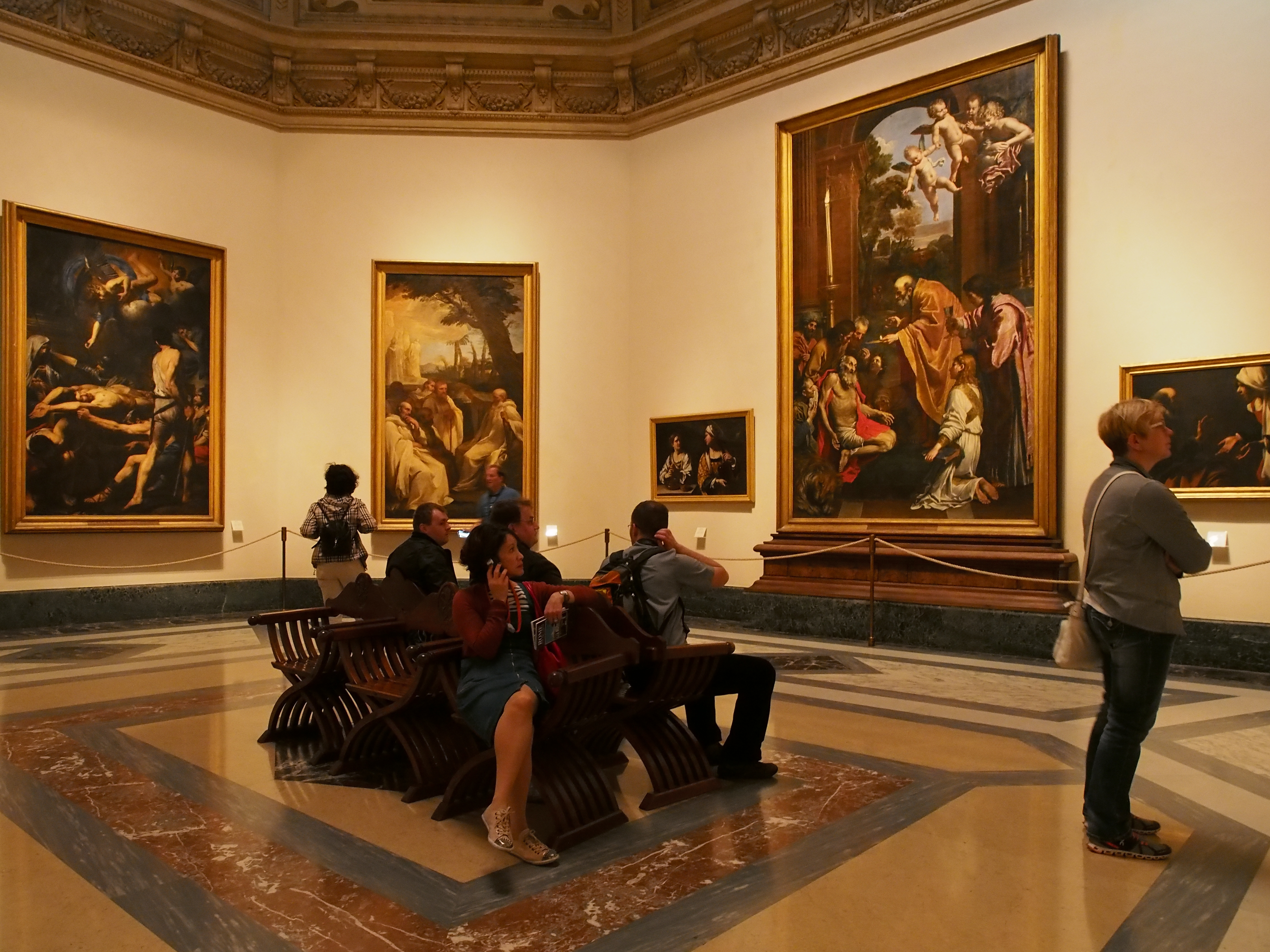
Vatikánská muzea - sály novověkého malířství

Diecézní muzeum je charakteristický typ muzea, nejčastěji spíše galerie shromažďující, evidující a konzervující umělecké památky příslušné diecéze, pokud nemohou být z různých důvodů v místech původního určení (kostelech, klášterech a farách). Na rozdíl od obecných galerií a muzeí nevyvíjí ofenzivní sbírkovou činnost a jen zřídka kdy systematizuje muzeální sbírka sbírky podle tematické a apriorní sbírkové strategie. Jejich sbírky jsou determinovány podle již existují sumy nebo (souborů) předmětů přítomných v diecézi, které je nutno ochránit a druhotně i vystavit. Sbírky mají až na výjimky charakter věroučného a (náboženského) umění. Na rozdíl od obecných (občanských muzeí) se potýkají spíše než s potřebou rozšiřovat sbírky s nedostatkem vhodných prostor, nebo jejich technickým stavem. V ostatních oblastech je činnost obdobná jako u obecných muzeí a galerií - zaměstnávají kvalifikovaný perzonál, vyvíjí vědeckou a publikační činnost a sbírky obvykle vystavují v moderně pojatých expozicích dle soudobého výstavního standardu.
Největším a nejstarším diecézním muzeem jsou Vatikánská muzea (1506) kdy část jejich sbírek byla kumulována v minulosti (zejména v 15. a 16. století) spíše jako světská sbírka, době, kdy papežové byli vládci velkého státu. Vatikánská muzea patří k největším, nejsou-li největší galerií na světě.
K nejstarším diecézním muzeím patří muzeum v italské Amalfi a některá muzea německá.
V prostředí českých zemích vzniklo nejdříve diecézní muzeum v Českých Budějovicích (1892) a Litoměřicích (1885). Novodobě vzniklo Diecézní muzeum v Brně (1993) (které v současnosti jako jediné funguje jako instituce sama o sobě), Arcidiecézní muzeum v Olomouci (1998) a Muzeum církevního umění v Plzni (2012).
Diecézní muzea podle zemí:
Česko
- Diecézní muzeum v Brně
- Diecézní muzeum v Litoměřicích
- Diecézní muzeum v Českých Budějovicích

Rakousko
- Diecézní muzeum v Grazu
- Diecézní muzeum v St. Pöltenu
- Katedrální a arcidiecézní muzeum ve Vídni

Italie
- Diecézní muzeum v Bruxenu
- Diecézní muzeum v Amalfi

Španělsko
- Diecézní muzeum v Jace
- Diecézní muzeum v Barceloně

Německo
- Diecézní muzeum v Bamberku
- Diecézní muzeum v Eichstadtu
- Diecézní muzeum (Freising)
- Diecézní muzeum v Augsburgu
- Augustiniánské muzeum ve Freiburgu

Slovensko
- Diecézní muzeum (Nitra)